# Станіслав Курозвенцький
Станіслав Курозвенцький з Курозвенок гербу Порай (1440–1482) — польський римо-католицький і державний діяч, дипломат; секретар королівський (1468–1473), секретар великий коронний (1473–1476), підканцлер (1476–1479) і канцлер коронний (1479–1482); пробст ґнєзненський, канонік краківський, келецький, ґнєзненський.

## Життєпис
Народився Станіслав 1440 року в сім'ї люблінського каштеляна Кшеслава з Ґжибова Курозвенцького та Єви Чорної з Горчиць гербу Сулима. Мав 5 братів — Пйотра, Добєслава, Кшеслава, Яна, Миколая; та 2 сестер — Анну й Урсулу.
Навчався у Академії Краківській, 1462 року отримав ступінь доктора філософії.

### Церковна кар'єра
1461 року Станіслав Курозвенцький став каноніком краківським, був також каноніком келецьким і ґнєзненським (з 1478 р.). 1469 року став канцлером познанської капітули. 1478 року був кандидатом на посаду познанського єпископа, проте не був обраним. Наприкінці 1479 року отримав посаду пробста ґнєзненського. Протягом 1480–1481 років був адміністратором ґнєзненської дієцезії лат. sede vacante після смерті архієпископа Якуба з Сенна.

### Політична кар'єра
1468 року Станіслав Курозвенцький став секретарем королівським, 1471 року першим секретарем; цього ж року супроводжував королевича Казимира під час походу до Угорщини. Неодноразово виконував дипломатичні місії. 1473 року разом із надвірним маршалком Павлом Ясенським був послом до імператора Фрідріха III для підтвердження на чеському троні Владислава II Ягеллончика. Тоді ж вони їздили до Баварії домовлятися з Людвігом IX про умови шлюбу Ядвіги Ягеллонки та Георга Багатого.
Займав уряди секретаря великого коронного (1473–1476), підканцлера (1476–1479) та канцлера коронного (1479–1482).
9 жовтня 1479 року на з'їзді у Новому Корчині канцлер був присутнім під час того, як великий магістр Тевтонського ордену Мартін Трухзес фон Ветцгаузен склав присягу вірності королю Казимиру Ягеллончику.
Помер між 31 травня і 2 липня 1482 року